# Attentat in Annapolis
Bei einem Attentat in Annapolis, der Hauptstadt des US-Bundesstaats Maryland, erschoss ein Mann im Juni 2018 in der Redaktion eines Zeitungsverlages mindestens fünf Menschen und verletzte zwei.

## Tathergang
Das Attentat galt dem Tageszeitungsverlag „Capital Gazette Communications“. Er gibt mehrere Zeitungen heraus, darunter die 1884 gegründete The Capital und die Maryland Gazette. Das 1727 von William Parks als The Maryland Gazette in Annapolis gegründete Blatt ist eine der ältesten Tageszeitungen der USA. Der Zeitungsverlag gehört mittlerweile zur Baltimore Sun Media Group, die wiederum in Besitz des Medienkonzerns Tronc ist. 
Am 28. Juni 2018 betrat gegen 14:32 Uhr ein Mann in Militäruniform die Räumlichkeiten des Verlags in der Bestgate Road 888 in Annapolis, Maryland. Der Täter schoss mit einer Schrotflinte durch eine Glastür und warf Rauchgranaten. Mindestens fünf Menschen starben und zwei weitere wurden verletzt. Alle Opfer waren Beschäftigte des Zeitungsverlages, unter ihnen befanden sich der Kolumnist Gerald Fischman, der Redakteur der Baltimore Sun Rob Hiaasen, Sportreporter John McNamara, die Lokalreporterin Wendi Winters und Verkaufshelferin Rebecca Smith.

## Täter
Ein 38-jähriger Mann, der aus dem etwa 40 km entfernten Laurel, Maryland, stammt, wurde festgenommen. Identifiziert wurde er durch Gesichtserkennungstechnik.
Laut seinem Anwalt ist er IT-Techniker.
Im September 2021 wurde er zu fünfmal lebenslanger Freiheitsstrafe ohne Bewährung verurteilt.

## Vorgeschichte
Der 38-Jährige hatte eine Ex-Schulkollegin über soziale Medien neu kontaktiert. Er berichtete ihr von persönlichen Problemen, sie bot Hilfe an. Schließlich beschimpfte und diffamierte er sie. Sie klagte wegen Belästigung, er bekannte sich vor Gericht schuldig und wurde zu 90 Tagen bedingter Haft verurteilt.
2011 hatte die Lokalzeitung The Capital im Artikel „Jarrod will dein Freund sein“ über den Stalking-Vorwurf ihm gegenüber berichtet. Er verklagte den Zeitungsverlag wegen Verleumdung, da seiner Überzeugung nach seine Sicht nicht ausreichend berücksichtigt worden war, verlor den Prozess aber und ging in Berufung, woraufhin 2015 die Entscheidung des Gerichts in zweiter Instanz bestätigt wurde. In der Folge drohte der Mann dem Zeitungsverlag in sozialen Medien. Diese Verbalattacken wurden laut Medienberichten rund zwei Jahre vor dem Anschlag beendet. Weder der Kolumnist, der über die Belästigung berichtet hatte, noch der damalige Herausgeber und Verleger arbeiteten zum Zeitpunkt des Anschlags noch für die Zeitung.

## Reaktionen
US-Präsident Donald Trump teilte über den Kurznachrichtendienst Twitter mit, dass er in Gedanken bei den Opfern und deren Familien sei, für die er auch bete. Der Gouverneur des Bundesstaates Maryland, der Republikaner Larry Hogan, zeigte sich betroffen.
The Capital erschien am nächsten Tag mit der Trauerbekundung „… wir sind sprachlos …“, den Namen der Getöteten und sonst weißer Titelseite.
Reporter ohne Grenzen zeigte sich „zutiefst schockiert“ über den Vorfall. „Das ist eine neue Tragödie für den Journalismus, Opfer einer zunehmenden Gewalt gegen Journalisten auch in Demokratien“, sagte Generalsekretär Christophe Deloire.